# آلفين بيل
آلفين بيل (بالإنجليزية: Alvin Bell)‏ هو لاعب كرة قدم أمريكية أمريكي، ولد في 1 أكتوبر 1901 في ليتل روك في الولايات المتحدة، وتوفي بنفس المكان في يونيو 1968.